# Такконе (гора)
Такконе (итал. Monte Taccone) — гора на северо-западе Италии, входящая в состав Лигурийских Апеннин (Северные Апеннины). Гора находится на лигурско-паданском водоразделе, на границе провинция Генуя и Алессандрия, коммун Кампомороне и Вольтаджо. Также это высшая точка долины Валь Польчевера, поскольку абсолютная высота горы составляет 1113 метров.

## История

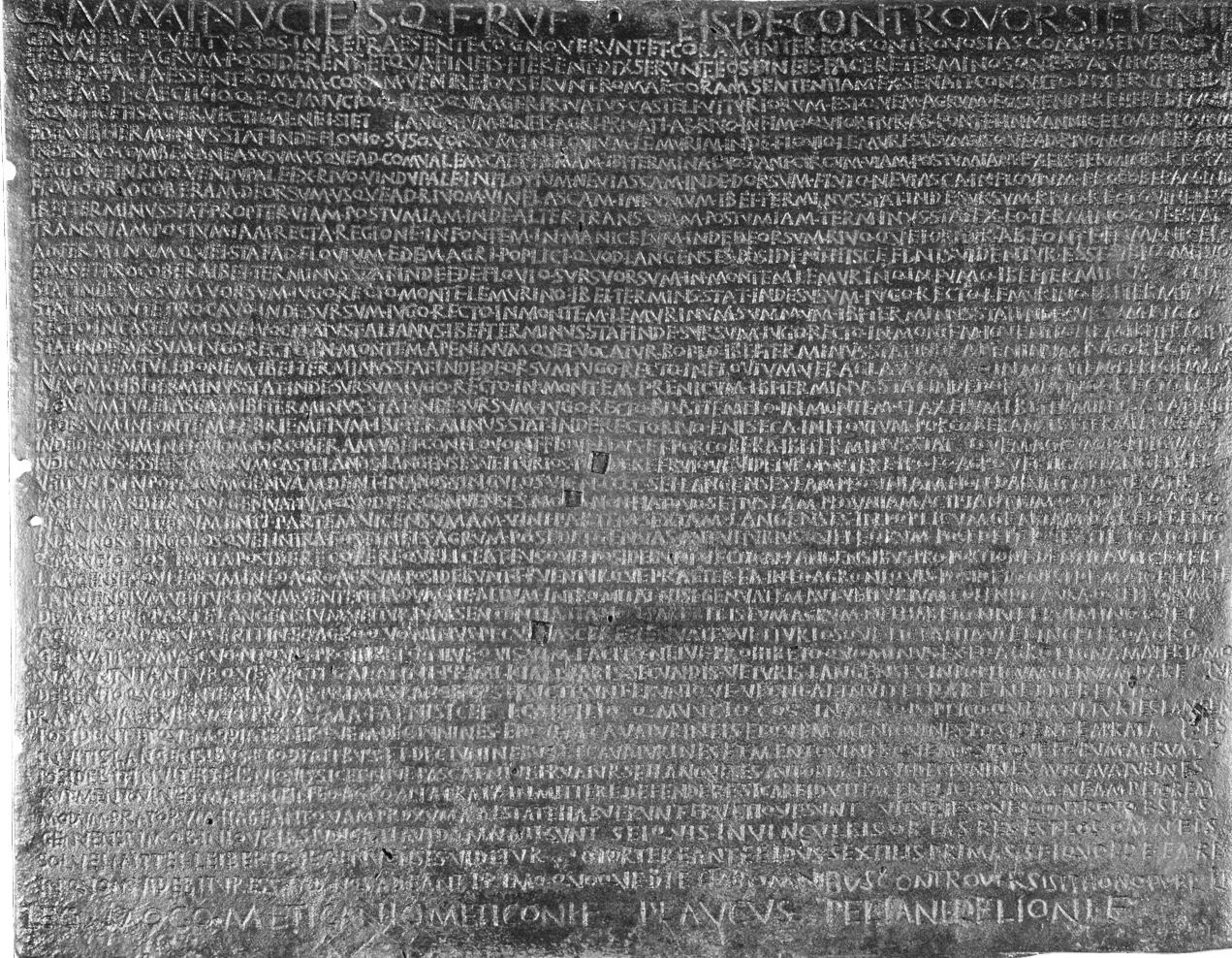
Табличка

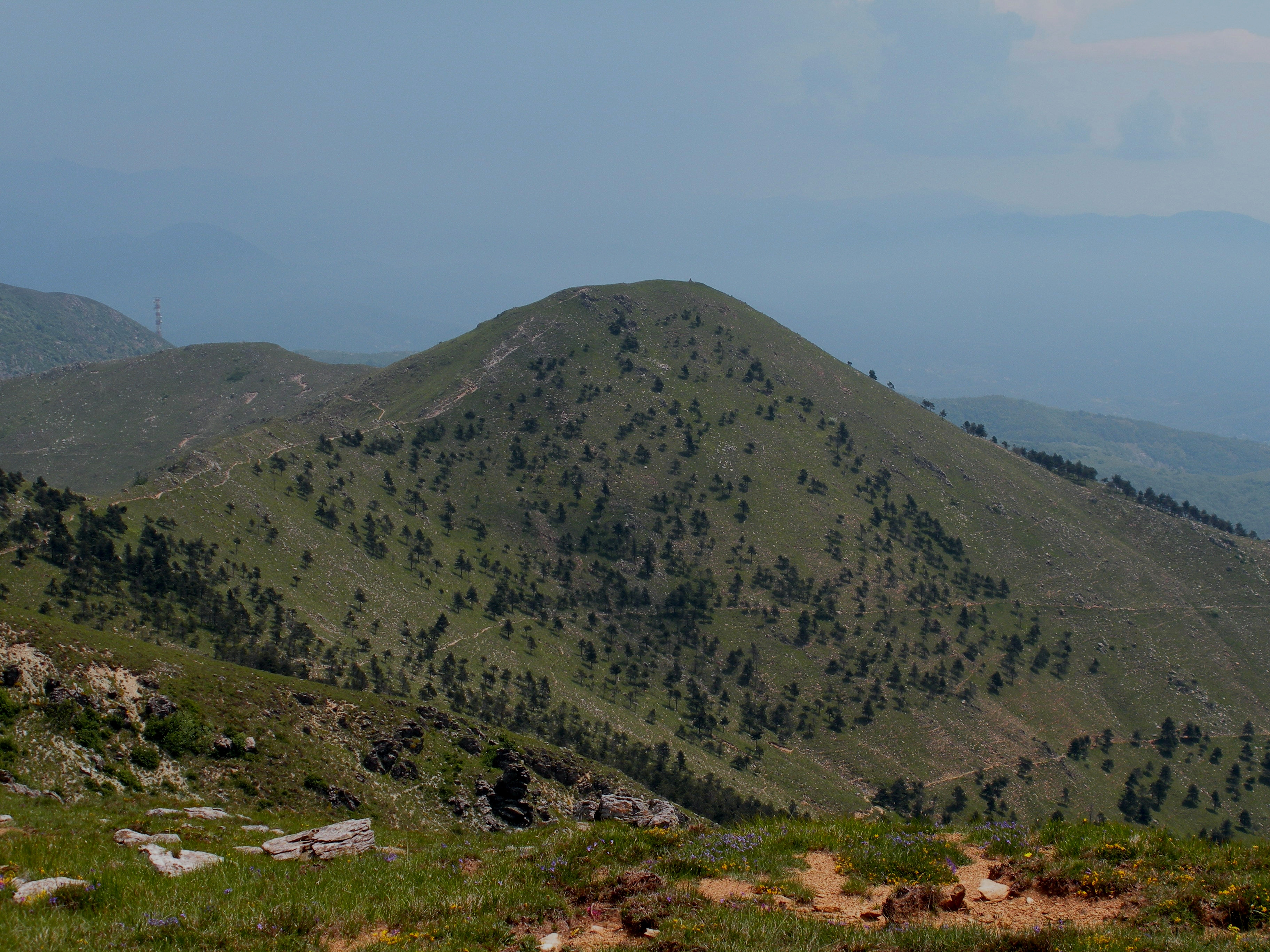
Вид с вершины горы

Гора упоминается в бронзовой табличке, найденной в реке Польчевера. Табличка датируется 117 годом до н. э. На табличке гора упоминается как «Mons Boplo».

## Восхождение на вершину
Эта гора, как и Монте-делле-Фигне, популярна среди туристов в любое время года. Взобраться на вершину можно по тропинкам, отходящим от Кампомороне, Пьяни-ди-Пралья и Боччетта.
Очень близко к горе проходит международный путь Alta Via dei Monti Liguri, начинающийся в Империя (Вентимилья) и заканчивающийся в Специя (Болано).
В ясные дни, особенно зимой, с вершины хорошо видны остров Корсика, Приморские Альпы, Маттерхорн, Монте-Роза, Ретийские Альпы, Антола и ближайшие горы.

## Охрана природы
На горе находится природный парк Капанне-ди-Маркароло.